# Modulation d'impulsions en position
Pour les articles homonymes, voir PPM.

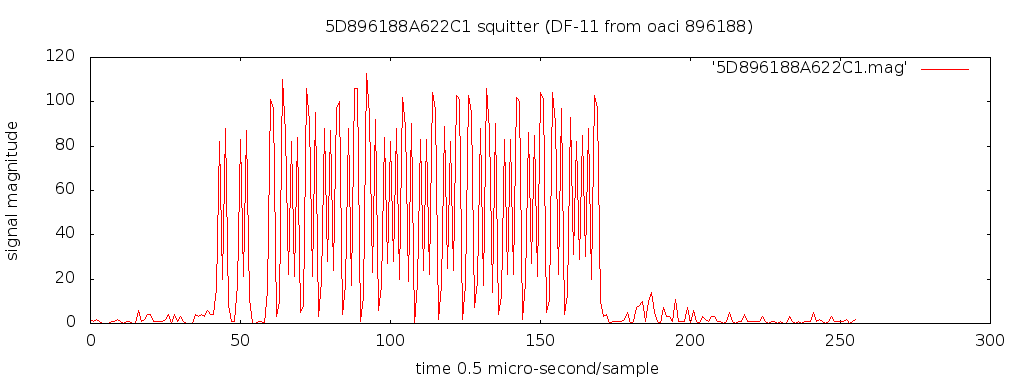
Un 'squitter' 1090ES de 56 bits utilisé en aviation civile.

La modulation d'impulsions en position (MIP) (en anglais : pulse-position modulation (PPM)), est une technique de modulation utilisée pour transmettre sur une liaison « point-à-point » un symbole de M bits en une seule impulsion codée parmi un alphabet de {\displaystyle 2^{M}} transitions possibles dans le temps. Ceci est répété chaque T secondes, ce qui permet d'atteindre un débit binaire égal à M/T. Elle est principalement utilisée dans les communications optiques qui sont caractérisées par peu ou pas d'interférences dues au phénomène des trajets multiples.

## Synchronisation
L'une des difficultés d'implémentation de cette technique de modulation est due au fait que le récepteur doit être parfaitement synchronisé pour ajuster son horloge au début de chaque symbole. De ce fait, elle est souvent implémentée de façon différentielle, ce qui signifie que le codage de chaque symbole est fait relativement au précédent, contrairement au codage ordinaire d'un symbole en tant que valeur intrinsèque. Cette technique différentielle permet au récepteur de mesurer seulement la différence des temps d'arrivée des impulsions successives. Il est possible de limiter la propagation des erreurs entre les symboles adjacents de façon que la mesure différentielle d'une impulsion affecte au maximum deux autres impulsions, au lieu d'affecter toutes les impulsions successives.

## Sensibilité aux trajets multiples
L'inconvénient de la modulation PPM est sa sensibilité extrême aux interférences dues aux trajets multiples qui surviennent dans les canaux avec un fading (une atténuation) sélectif en fréquence. Le récepteur reçoit ainsi plusieurs répliques à différents instants de chaque impulsion transmise. Étant donné que le codage de l'information suit une logique différentielle des temps d'arrivée, la présence de ces répliques rend difficile, voire impossible, la détermination de la position correcte de l'impulsion qui correspond à celle transmise. L'effet trajets multiples est facilement corrigé de façon similaire à la technique utilisée dans les systèmes Radar qui repose totalement sur la synchronisation et le temps d'arrivée de l'impulsion reçue pour déterminer sa position en présence d'échos.

## Détection non cohérente
Un avantage de la modulation PPM découle du fait que c'est une modulation M-aire dont l'implémentation est non cohérente ; le récepteur n'ayant pas besoin d'une boucle à phase asservie (PLL) pour détecter la phase de la porteuse. Ceci fait de cette modulation une bonne technique de modulation pour les communications optiques dans lesquelles une modulation cohérente en phase  et sa détection sont difficiles à garantir et très coûteuses.
La seule autre modulation tolérante à la non-cohérence est la modulation en fréquence M-aire qui est un dual (un équivalent) de la modulation en position d'impulsions dans le domaine fréquentiel.

## Exemples d'utilisation
La modulation en position d'impulsions est utilisée, dans le contrôle du trafic aérien, pour l'ADS-B, mode S (et ES) sur 1090 MHz.